# Franciszek Jastrzębski (poseł)
Franciszek Jastrzębski herbu Ślepowron – pisarz ziemski halicki, pisarz sądów kapturowych w 1697 roku.
Był posłem ziemi halickiej na sejm elekcyjny 1697 roku.